# Mayu Yoshioka
Mayu Yoshioka (Osaka, 7 novembre 1995) è una doppiatrice giapponese.

## Biografia
Cresciuta a Osaka, Yoshioka ha studiato recitazione teatrale a scuola. È venuta a conoscenza di Mamoru Miyano e si è ispirata al suo lavoro sia come attore teatrale che come doppiatrice. Ha superato un'audizione per Wake Up, Girls! nel suo secondo anno di liceo.
Lei e le sue colleghe attrici di W.U.G. hanno vinto il Premio Speciale alla 9ª edizione dei Seiyu.

## Doppiaggio
- Annunciatrice in Dramatical Murder (2014)
- Ren "Len" Ekoda in Anne-Happy (2016)
- Sakura Kirishima in Hundred (2016)
- Studentessa in Taboo Tattoo (2016)
- Vari in Love Tyrant (2017)
- Aer In Another World with My Smartphone (2017)
- Mayurin in 100% Pascal-sensei (2017)
- Utage in Arknights (2019)
- Itsuki Saijo in Sakura Wars (2019)
- Kiritani Haruka in Hatsune Miku: Colorful Stage! (2020)
- Yamagishi, madre di Miki in  Kageki Shojo!! (2021)
- Granmaria in  Isekai Farming - Vita contadina in un altro mondo (2023)
- Kayakusa in Dead Mount Death Play (2023)
- Leo bambini in High Card (2024)